# Szaflary
Szaflary ist eine Ortschaft mit einem Schulzenamt der Gemeinde Szaflary im Powiat Nowotarski der Woiwodschaft Kleinpolen in Polen.

## Geographie
Der Ort liegt an der Grenze vom Neumarkter Becken im Norden und dem Bukowina-Gebirge im Süden, unmittelbar südlich der Stadt Nowy Targ, an der Biały Dunajec und der DK 47 bzw. Zakopianka, in der Landschaft Podhale.

## Geschichte
Zunächst wurde eine Holzburg (fortalicium) gegen Räuber auf einem Hügel aus Kalkstein am linken Ufer des Weißen Dunajec nach der Mitte des 13. Jahrhunderts vom Kloster Szczyrzyc errichtet. Das deutschrechtliche Dorf wurde im Jahr 1338 im Satz Scultetiam [Schulzenamt] nostram in Saphlar (...) Leupoldus colonus ibidem in Saphlar erwähnt. Nach Barbara Czopek-Kopciuch ist der Name vom mittelhochdeutschen Personennamen *Schefflar (<Schäffler(n)?; der Schaffler – Fassbinder, oder nach K. Potkański bedeutete die Wortherkunft die Schäfer/Schafhirten?) abgeleitet und phonetisch polonisiert: durch sch ~ š, e ~ ela, ff ~ f, und mit dem Suffix -y pluralisiert. 1350 wurde die Kirche (Rector ecclesie) in Sewfler im Dekanat Longo Campo (siehe Nowy Targ) erwähnt. Jan Długosz beschrieb in den Jahren 1470 bis 1480 die damals ausgebaute königliche Burg als Fortalitium parefatum Schefflary (...) a tenuta fortalitii Schefflari.
Das Dorf gehörte zunächst zum Königreich Polen (ab 1569 in der Adelsrepublik Polen-Litauen), Woiwodschaft Krakau, Kreis Sącz. Bei der ersten Teilung Polens kam das Dorf 1772 zum neuen Königreich Galizien und Lodomerien des habsburgischen Kaiserreichs (ab 1804). Ab dem Jahr 1855 gehörte es zum Bezirk Nowy Targ. 1899 wurde die Bahnstrecke Chabówka–Zakopane durch Szaflary eröffnet.
1918, nach dem Ende des Ersten Weltkriegs und dem Zusammenbruch der k.u.k. Monarchie, kam Szaflary zu Polen. Unterbrochen wurde dies nur durch die Besetzung Polens durch die Wehrmacht im Zweiten Weltkrieg. Es gehörte dann zum Distrikt Krakau im Generalgouvernement. Von 1975 bis 1998 gehörte Szaflary zur Woiwodschaft Nowy Sącz.